# Mostek Behrendta
Mostek Behrendta – mostek pomiarowy zasilany prądem przemiennym służący do pomiaru rezystancji uziemienia metodą kompensacyjną.
W mostku Behrendta jako źródło prądu przemiennego stosuje się induktor. Spadek napięcia na oporze uziemienia {\displaystyle R_{1}I_{1}} kompensuje się przez spadek napięcia od prądu {\displaystyle I_{2}} na oporze {\displaystyle R_{n}} (rezystancja zmienna służąca do zrównoważenia mostka). Prąd {\displaystyle I_{1}} płynący w obwodzie złożonym uziomu badanego {\displaystyle Z_{1}} i uziomu pomocniczego {\displaystyle Z_{2}} transformuje się do obwodu pomiarowego przez transformator prądowy o przekładni {\displaystyle n{:}}
{\displaystyle n={\frac {I_{1}}{I_{2}}}.}
Zmieniając rezystancję {\displaystyle R_{n},} doprowadzamy mostek do stanu równowagi, w którym przez galwanometr (lub inny wskaźnik równowagi) i sondę pomocniczą nie płynie prąd. Aby uzyskać stan równowagi, musi zostać spełniony warunek:
{\displaystyle I_{1}R_{1}=I_{2}R_{n}.}
Stąd rezystancję uziemienia możemy przedstawić wzorem:
{\displaystyle R_{1}={\frac {I_{2}}{I_{1}}}R_{n}={\frac {R_{n}}{n}}.}
W roli galwanometru może zostać użyty przyrząd magnetoelektryczny z prostownikiem.